# Albert Riera
Albert Riera (ur. 15 kwietnia 1982 w Manacor) – były hiszpański piłkarz występujący najczęściej na pozycji lewego pomocnika. Obecnie  trener.

## Kariera klubowa
Zawodową karierę rozpoczął w sezonie 2000/2001 w hiszpańskiej Mallorce. W jego barwach zadebiutował 25 lutego 2001 w spotkaniu przeciwko Racingowi Santander. W trakcie pierwszych 2 lat spędzonych w Mallorce był rezerwowym i rzadko kiedy dostawał szanse występów. W sezonie 2002/2003 Hiszpan zyskał uznanie w oczach szkoleniowca Mallorki i zaczął regularnie grywać w podstawowej jedenastce. Razem ze swoim klubem w 2003 piłkarz sięgnął po Puchar Hiszpanii.
Po 3 latach spędzonych w Primera División przeniósł się do Ligue 1, gdzie przez 1,5 sezonu był zawodnikiem Girondins Bordeaux. W barwach tego zespołu zagrał w 10 meczach Pucharu UEFA, w których zdobył 5 bramek. W rozgrywkach tych francuska drużyna dotarła do ćwierćfinału, eliminując po drodze między innymi Dyskobolię Grodzisk Wielkopolski.
W 2005 powrócił na hiszpańskie boiska i został zawodnikiem Espanyolu. Następnie włodarze klubu z Barcelony wypożyczyli swojego zawodnika do Manchesteru City, w barwach którego Hiszpan rozegrał 15 spotkań w Premier League. Po tym czasie piłkarz wrócił na Estadi Olímpic Lluís Companys i od sezonu 2006/2007 znów reprezentował barwy Espanyolu. 16 maja 2007 Riera wystąpił w finale Pucharu UEFA przeciwko Sevilli, które zakończyło się przegraną Espanyolu w rzutach karnych (w regulaminowym czasie gry padł remis 2:2). Riera w spotkaniu tym zdobył jedną z bramek dla swojego zespołu. W sezonie 2007/2008 Espanyol mimo dobrego początku sezonu w końcowej tabeli uplasował się na 12. pozycje, a sam Riera wystąpił w 36 pojedynkach.
30 sierpnia 2008 odszedł do występującego w Premier League Liverpoolu. Zadebiutował 13 września w wygranym 2:1 spotkaniu z Manchesterem United. Dzięki dobrej grze został wybrany do najlepszej jedenastki kolejki. Debiutanckiego gola w barwach "The Reds" strzelił 18 października w wygranym meczu z Wigan Athletic. W sezonie 2008/2009 Riera regularnie dostawał szanse gry i w ligowych rozgrywkach zanotował 28 występów, jednak w kolejnych rozgrywkach stracił miejsce w podstawowym składzie.
23 lipca 2010 podpisał 4–letni kontrakt z greckim Olympiakosem. Kwota transferu wyniosła 3,3 miliona funtów i może wzrosnąć do 4,6 miliona.
3 września 2011 roku skompletował transfer do tureckiego Galatasaray SK. Następnie występował w Watford FC, RCD Mallorca oraz w słoweńskich  klubach NK Zavrč i FC Koper.

## Kariera reprezentacyjna
W reprezentacji Hiszpanii zadebiutował 13 października 2007 w wygranym 3:1 meczu eliminacyjnym do Euro 2008 przeciwko Danii, kiedy to w drugiej połowie zmienił Joaquína. Wychowanek Mallorki uderzeniem zza pola karnego prosto w "okienko" bramki strzeżonej przez Thomasa Sørensena ustalił wynik spotkania.

## Statystyki
stan na 26 lipca 2010
| Sezon     | Klub               | Liga             | Mecze | Gole | Europa        | Mecze | Gole |
| --------- | ------------------ | ---------------- | ----- | ---- | ------------- | ----- | ---- |
| 2000/2001 | RCD Mallorca       | Primera División | 1     | 1    |               |       |      |
| 2001/2002 | RCD Mallorca       | Primera División | 7     | 1    | Liga Mistrzów | 1     | 0    |
| 2002/2003 | RCD Mallorca       | Primera División | 35    | 4    |               |       |      |
| 2003/2004 | Girondins Bordeaux | Ligue 1          | 32    | 2    | Puchar UEFA   | 10    | 5    |
| 2004/2005 | Girondins Bordeaux | Ligue 1          | 21    | 2    |               |       |      |
| 2005/2006 | RCD Espanyol       | Primera División | 8     | 0    | Puchar UEFA   | 3     | 0    |
| 2005/2006 | Manchester City    | Premier League   | 15    | 1    |               |       |      |
| 2006/2007 | RCD Espanyol       | Primera División | 28    | 4    | Puchar UEFA   | 13    | 4    |
| 2007/2008 | RCD Espanyol       | Primera División | 36    | 4    |               |       |      |
| 2008/2009 | Liverpool          | Premier League   | 28    | 3    | Liga Mistrzów | 9     | 1    |
| 2009/2010 | Liverpool          | Premier League   | 12    | 0    | Liga Mistrzów | 2     | 0    |
| 2010/2011 | Olympiakos SFP     | Super League     |       |      | Liga Mistrzów |       |      |

## Sukcesy
RCD Mallorca
- Puchar Hiszpanii: 2002/2003

 RCD Espanyol
- Finał Pucharu UEFA: 2006/2007